# Maison Blanche (hôpital psychiatrique)
Pour les articles homonymes, voir Maison-Blanche (homonymie).
Maison-Blanche est un lieu-dit de la commune de Neuilly-sur-Marne ayant accueilli un centre hospitalier construit à partir des années 1890 et situé 3, avenue Jean-Jaurès. Il faisait partie du domaine de Ville-Évrard et a notamment compris un hôpital psychiatrique, une école d’infirmières, un hôpital militaire, un asile d’alcooliques et un sanatorium.
Depuis 2014, l’hôpital a vu sa superficie et ses activités réduites au profit d'un quartier d’habitation : le Parc de Maison Blanche.

## Histoire
L'architecte est Georges Morin-Goustiaux. L'hôpital ouvre le 1er juillet 1900, avec un parc, un potager, des serres, et ses jardiniers, une grosse blanchisserie et ses blanchisseuses ainsi qu'une équipe de pompiers. L'institution peut accueillir jusqu'à 3 200 malades. C'est la grande époque asilaire.
En 1970, avec la psychiatrie de secteur Maison-Blanche prend en charge le secteur du 10e, les trois secteurs du 18e, et les deux secteurs du 19e arrondissements de Paris. À ce jour, l'hôpital accueille les populations du Nord-Est parisien (8e, 9e, 10e, 17e, 18e, 19e, 20e arrondissements de Paris).
Depuis le 1er janvier 2019, l'établissement fait partie du groupe hospitalier universitaire Paris psychiatrie & neurosciences, aux côtés du centre hospitalier Sainte-Anne et du groupe public de Santé Perray-Vaucluse.

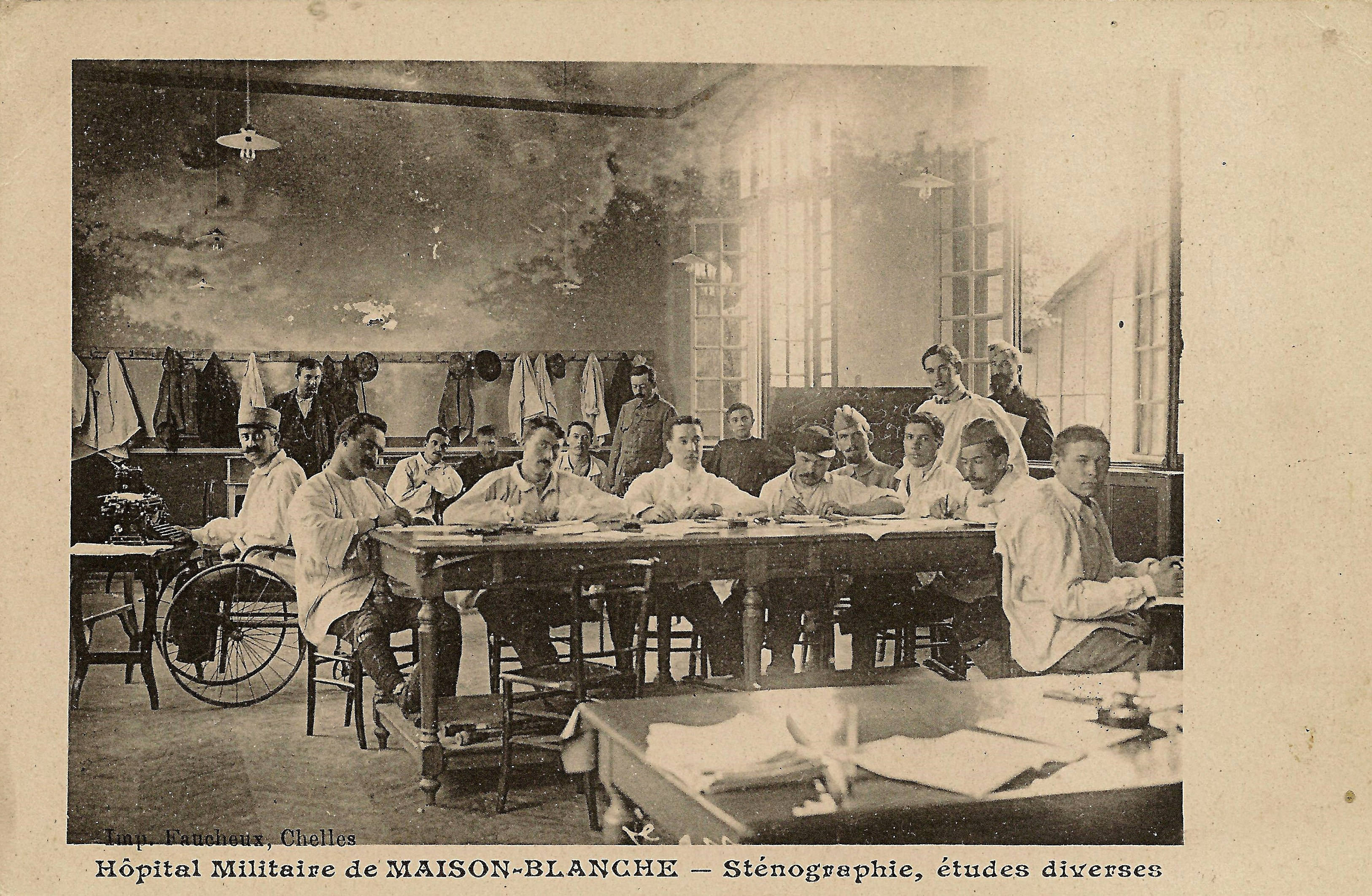
Hôpital militaire de Maison-Blanche en janvier 1907.